# A botcsinálta doktor (opera)
A Botcsinálta doktor Charles Gounod Molière azonos című vígjátéka nyomán írt háromfelvonásos operája. A darab ősbemutatója a 1858. január 15-én zajlott le a párizsi Théâtre Lyrique-ben. Ez a darab végre kedvező fogadtatásban részesült és meghozta szerzője számára a várva várt sikert. A zene egyáltalán nem szentimentális és olyan mesterek elismerését is kivívta, mint Hector Berlioz.

## Az opera szereplői
| Szereplő                               | Hangfekvés    |
| -------------------------------------- | ------------- |
| Sganarelle, favágó                     | bariton       |
| Léandre, Lucinde udvarlója             | tenor         |
| Martine, Sganarelle felesége           | mezzoszoprán  |
| Jacqueline, Lucinde dajkája            | mezzoszoprán  |
| Lucinde, Géront lánya                  | szoprán       |
| Géronte, gazdag polgár                 | basszus       |
| Valère, Géronte szolgája               | bariton       |
| Lucas, Géronte szolgája                | tenor         |
| Monsieur Robert, Sganarelle szomszédja | prózai szerep |

- Kórus: favágók, zenészek, parasztok
- Az opera helyszínei: I. felvonás: egy erdő, II. felvonás: terem Géront házában, III. felvonás: 1. kép: utca, Géront házától nem messze; 2. kép: terem Géront házában.

## Az opera cselekménye

### I. felvonás
Sganarelle és felesége rikácsolva veszekednek, végül a favágó egy bottal megveti Martine-t. Szomszédjuk, Mr. Robert közbenjárása vet véget a csetepaténak, ő el tudja érni, hogy a házastársak fegyverszünetet kössenek, de Martine megígéri, hogy a verés miatt bosszút áll férjén. Ezután érkezik Valére és Lucas és elmondják Martine-nek, hogy egy olyan orvost keresnek, aki meg tudja gyógyítani uruk lányát, aki némaságban szenved. Az asszony úgy véli, ez egy jó lehetőség, hogy megleckéztesse urát, így hát meggyőzi a két szolgát, hogy Sganarelle az ő emberük, aki segíteni tud a kisasszonyon. Figyelmezteti őket: Sganarelle tagadni fogja, hogy orvos, de egy kis verés után beismeri mesterségét. Ezután tűnik fel újra a favágó. Valère és Lucas pedig egyből akcióba lendül. Sganarelle eleinte hevesen protestál az ellen, hogy hírneves orvos lenne. Egyszerű favágónak mondja magát, de miután a két szolga alaposan helyben hagyja, már hajlandó mindent elhinni, amit róla mondanak.

### II. felvonás
Léandre szerenádot énekel, arról, hogy a szerelem hatalmának végül mindenki engedelmeskedik, mert minden ellenállás hiába való, ha az ember szeret. Ezután Géronte Jacqueline-nek arról beszél, hogy Léandre túl szegény ahhoz, hogy Lucinde férje lehessen, ezért hamarosan hivatalosan is bejelenti, hogy lánya kezét másnak szánja. Jacqueline azonban figyelmezteti gazdáját, hogy a gazdagság nem elég a szerelemhez. Sganerelle immár orvosi köpenyben lép színre és hozzálát, hogy diagnosztizálja a némaságban szenvedő kisasszony betegségét. Amikor megszólal, egy szavát sem érti senki, de sikerül lenyűgöznie tudásával a körülötte állókat. Orvosságnak borban áztatott kenyeret ír fel.

### III. felvonás
1. kép: Sganarelle elküldi Léandre-ot (aki patikusnak álcázta magát), hogy látogassa meg Lucinde-ét, jobban van-e már. Miután egyedül marad a favágó úgy dönt, hogy bár nem orvos, de a jövőben mégis folytatni kívánja a mesterséget, mivel az igen csak jövedelmező. A botcsinálta doktort ezután parasztik keresik fel panaszaikkal. 
2. kép: Sganarelle Jacqueline-nal flörtöl. Ezután Géront adja elő, hogy lánya állapota rosszabbodott az első kezelés óta. Az áldoktor és az álpatikus újabb konzultációt tart a beteg állapotáról és a teendőkről. Mivel rövid időre újra láthatta szerelmét, Lucinde újra megszólal és kijelenti, hogy senki máshoz nem hajlandó feleségül menni, csak Léandre-hoz. A férfinek sikerül is megszöktetnie szerelmét. Sganarelle helyteleníti a szöktetést. Géront azonnal értesíti a rendőrséget és kérdőre vonja az áldoktort. Ekkor tűnik fel ismét Martine, bevallja bűnét és sajnálja a történteket. Végül Léandre és Lucinde visszatérnek. A szerelmes férfi elmeséli váratlan szerencséjét: bácsikája meghalt és ráhagyta a vagyonát, így most már semmi akadálya nincs, hogy hivatalosan kérje meg szerelme kezét annak apjától. Géront áldását adja a frigyre.

## Fordítás
- Ez a szócikk részben vagy egészben  a   Le médecin malgré lui (opera) című angol Wikipédia-szócikk fordításán alapul.  Az eredeti cikk szerkesztőit annak laptörténete sorolja fel. Ez a jelzés csupán a megfogalmazás eredetét és a szerzői jogokat jelzi, nem szolgál a cikkben szereplő információk forrásmegjelöléseként.